# なかよしオールスターズ めざせ学園アイドル
『なかよしオールスターズ めざせ学園アイドル』は、2008年12月18日にクリエイティヴ・コアが発売したアドベンチャーゲームである。

## 概要
少女漫画雑誌『なかよし』の創刊55周年を記念した、『なかよし』の歴代34作品に登場するキャラクター達70名が登場するアドベンチャーゲームである。このうち44人とは仲良くなることが可能となっており、うち男子キャラクター（27人）とは両思いになることも可能である。これらのキャラクターとの競演を通じて『なかよし』の世界を楽しむことが、本作の売りとなっている。

## あらすじ
関係者とごくわずかな招待客だけに参加が許される、なかよし学園の学園祭「なかよしフェスティバル」に主人公（女の子）は招待される。なかよしフェスティバルには『なかよし』でお馴染みの様々なキャラクターが参加しており、主人公はキャラクター達との語らいを通じて、フェスティバル恒例のガールコンテスト優勝、ガールコンテスト全部門優勝を意味する学園アイドル、あるいは、男子キャラクターと結ばれるという思い出を作っていく。

## 登場キャラクター
ここでは、作品別に登場キャラクターを説明する。なお、各キャラクターの詳細については、それぞれの作品の該当項目を参照のこと。

### なかよし対象キャラクター
本作に登場するキャラクターの一部は、話しかけることで親しくなることが可能となっている。これらのキャラクターを「なかよし対象キャラクター」として記載する。「なかよし対象キャラクター」との「なかよし度」は作中の「なかよし帳」で確認することが可能であり、本節のキャラクター掲載順も「なかよし帳」の掲載順に沿ったものとしている。また、キャラクター名についても「なかよし帳」に沿ったものとしている。
しゅごキャラ!
日奈森あむ、辺里唯世、相馬空海、結木やや、真城りま、三条海里、月詠幾斗
AAA（トリプルエー）
緒方青依、黒田隼人、佐々岡雅
小川とゆかいな斎藤たち
小川里央、斎藤保茂、斎藤仲良、斎藤大喜
ココにいるよ!
隅乃ひかげ、三上輝、武藤日向
かみちゃまかりんchu
花園花鈴、九条和音、久我神、錦織みちる
キッチンのお姫さま
風見七虹香、北沢大地、水野星夜
サファイア リボンの騎士
サファイア、フランツ
妖界ナビ・ルナ
竜堂ルナ、もっけ
名探偵夢水清志郎事件ノート
夢水清志郎
オレンジ・プラネット
長崎るい、橘栄介、甘夏太郎
夢みるエンジェルブルー
森野天音、中山葵、後醍醐青磁
ゴーストハント
谷山麻衣、渋谷一也
もどって!まもって!ロリポップ
山田二菜、ゼロ、イチイ
フィアンセはモンスター!?
瞳みく、ラウト
カードキャプターさくら
木之本桜、李小狼

### その他のキャラクター
なかよし対象キャラクター以外にも、なかよしフェスティバルにおけるイベントの進行役を務めるキャラクターや、様々な事件で登場するキャラクターがいるが、これらも『なかよし』掲載キャラクターのみで構成されている。
あずきちゃん
野山あずさ
うるきゅー
卯月あみ
おはよう!スパンク
森村愛子
怪盗セイントテール
羽丘芽美
ギリコイ
冨永真央
きんぎょ注意報
わぴこ、ぎょぴ
月光ヒメジオン
宮参ヒメノ
地獄少女
閻魔あい
シュガシュガルーン
ショコラ=メイユール
しゅごキャラ!
藤咲なでしこ
スクール×ファイト
早坂未来
だぁ!だぁ!だぁ!
光月未夢、ルゥ
デリシャス!
野々原りんご
東京ミュウミュウ
桃宮いちご
なな色マジック
斉藤菜々子
ニーハオパオパオ
パオパオ、ユキ
マーメイドメロディー ぴちぴちピッチ
七海るちあ
ミラクル☆ガールズ
松永ともみ、松永みかげ
若おかみは小学生!
関織子
わんころべえ
しめちゃん、わんころべえ

## ゲームシステム
マップシステムを用いた選択型のアドベンチャーゲームとなっている。行動可能な範囲は「なかよし学園」内の、5階建て校舎内の各教室と、校舎外3箇所に限られる。遭遇するキャラクターはマップ上にアイコン形式で記されており、常設イベントのあるホール以外は、遭遇キャラクターが存在しない教室を選択することはできない。告白イベントが設けられている男子にはキャラクターアイコンに付随してハートマークで示され、その他、特殊イベントが発生するキャラクターは感嘆符で示される。
主人公の女の子には、以下の、本作発売当時の『なかよし』の漫画家が描く女の子から選択可能となっている。
- 遠山えま
- フクシマハルカ
- 茶匡
- 菊田みちよ
- PEACH-PIT
- こげどんぼ*

初めのうちは限られたキャラクターしか登場しないが、特定のキャラクターの「なかよし度」が上がると前述の特殊イベントマークが表示され、その教室を選択することで新しいキャラクターが登場するようになっている。また、単に新しいキャラクターが登場するだけでなく、後述のミニゲーム会場やショップなどの催し物が発生することもある。なお、ゲーム作品中で登場したミニゲームを本編とは独立してプレイ可能な作品がよく見られるが、本作においてはそのような機能は設けられていない。
選択した移動箇所に登場するキャラクターと会話を行うことにより、そのキャラクターとの間の新密度を示す「なかよし度」が上昇する。「なかよし度」が最大に近づくと、クイズ形式の会話も発生する。クイズに成功することで衣装などの購入に使用することができるポイントを得ることができるが、このクイズの一部には作品設定に関わるもの（『かみちゃまかりんchu』の九条和音への会話で、料理と勉強のどちらが苦手か、など）が出題されており、これらについて作品をよく知っている者に有利な質問となっている。「なかよし度」が最大に達すると、そのキャラクターが女の子であれば親友となり、親友の証として衣装がプレゼントされる。男の子であれば、その男の子固有のパラメータ条件（やさしい子が好き、など）を満たしていれば、携帯電話への呼び出し演出の後、その男の子固有に定められている教室に移動することで告白イベントが発生するようになっている。なお、この告白を承諾すると、その時点でその男の子との両思いエンドとなる。
「なかよし度」が一定量以上に達すると、「なかよし帳」に名前が記録され、それ以降「なかよし度」を「なかよし帳」のクローバーアイコンの数で確認することが可能となる。また、それ以降に会話を行うことで、そのキャラクターの影響を受けて「やさしさ」「げんき」などの各種パラメータが上昇するようになる。上昇するパラメータはキャラクターによって固定的に決まっており、作品設定に依存している。例えば、「クール&スパイシー小学生」と評される『しゅごキャラ!』の日奈森あむであれば、「クール」と「知力」を上昇させることになる。この各種パラメータは、前述の告白イベント条件に影響を与えるほか、ガールコンテストへの入賞条件や優勝条件に直結している。優勝条件を満たすと、コンテストの進行役である『しゅごキャラ!』の藤咲なでしこによる校内放送演出の後、コンテスト結果発表会場であるホールに移動することで、グランプリを受賞することが可能となる。
パラメータとガールコンテストとの対応は以下の通りである。
- 知力 - プリンセス・ミネルバ
- やさしさ - プリンセス・ヴェスタ
- げんき - プリンセス・マーズ
- やるき - プリンセス・ジュピター
- センス - プリンセス・ビーナス
- クール - プリンセス・プルート

告白イベントを承諾しない限り、ガールコンテストを全制覇するまでゲームは継続する。全制覇における期限などは設けられていない。全制覇条件を満たした後でホールに移動することで、学園アイドルの称号を得てゲーム終了となる。
学園祭に定番の催し物が用意されており、一部はミニゲームの形式、一部はショップ形式となっている。これらは前述のように特殊イベントにて発生する。ミニゲームの成功によってポイントを入手することができ、ポイントはショップで貨幣のように扱うことができる。本作に登場するミニゲームおよびショップは以下の通りである。
シルバーカフェ
5-Aにて開催。『サファイア リボンの騎士』のサファイアが担当。他のお客様やテーブルにぶつからないようにドリンクを目的のお客様に運ぶミニゲームとなっている。
カフェスパンク
4-Fにて開催。『おはよう!スパンク』の森村愛子が担当。能力アップアイテムのショップとなっている。
ナジカアイス
3階の家庭科室で開催。『キッチンのお姫さま』の風見七虹香（ナジカ）が担当。お客様からの注文にあわせて、崩さないように多段アイスを作るミニゲームとなっている。
かつら投げ
2-Cにて開催。『小川とゆかいな斎藤たち』の斎藤たちが担当。本来は輪投げの予定であったが、様々な事情から、かつら投げとなった。標的となるマネキン人形の頭にかつらを投げるミニゲームとなっている。
フェスティバルマーケット
2-Fにて開催。『きんぎょ注意報』のわぴこが担当。衣装のショップとなっている。
歌唄コンサート
体育館にて開催。『しゅごキャラ!』の三条海里が担当。ほしな歌唄のコンサートに登場する×たまを退治するミニゲームとなっている。
ひまわりの水やり
中庭にて開催。『ココにいるよ!』の隅乃ひかげが担当。ひまわりが枯れないように水をやるミニゲームとなっている。
迷子
特定の場所で発生するイベントではなく、教室選択後の各キャラクターとの会話前にランダムに発生する可能性のあるイベントである。迷子が語るお母さんの特徴から、どのお母さんであるかを当てるミニゲームである。
その他、ゲームを楽しむ要素として「着せ替え」がある。前述の通り、女の子と親友関係を結ぶことができると、親友の証として衣装が送られてくることになるが、作中のミニゲームでポイントを貯め、ポイントを消費することでも衣装を購入することが可能である。また、パラメータ上昇をアシストする要素として「ネイルアート」「メイク」がある。これらの要素を男の子の好みに合わせた状態で会話を行うことで「なかよし度」を大幅に上昇させることが可能となる。なお、どの男の子がどのような「ネイルアート」や「メイク」を好みとしているかについては、幻影を映し出すことができる少女、『月光ヒメジオン』の宮参ヒメノが教えてくれる。
ゲーム終了後は、ゲーム中に得られた以下の要素を引き継いで、ゲームを再度プレイすることが可能となっている。
- 入手した衣装
- 「なかよし帳」へのキャラクター名記録
- 「なかよし帳」に表示される、親友になった女の子であることを示す☆マーク
- 「なかよし帳」に表示される、告白イベントが発生した男の子であることを示すハートマーク（小）
- 「なかよし帳」に表示される、告白イベントにおいて告白を承諾した相手であることを示すハートマーク（大）